# المنستير (طليطلة)
المُنَستيرهي بلدية تقع في مقاطعة طليطلة ، قشتالة والمنشف ، إسبانيا.
وفقًا لتعداد عام 2006 (INE) ، كان عدد سكان البلدية 813 نسمة. في 2018 كان 783.
وقعت معركة المنستير هنا عام 1809 أثناء الحروب النابليونية . وفازت بالمعركة القوات الفرنسية بقيادة الجنرال سِبَستِيَني وسُجلت على قوس النصر في باريس. كان قائد القوات الإسبانية هو الجنرال فِنِغاس .

## القلعة

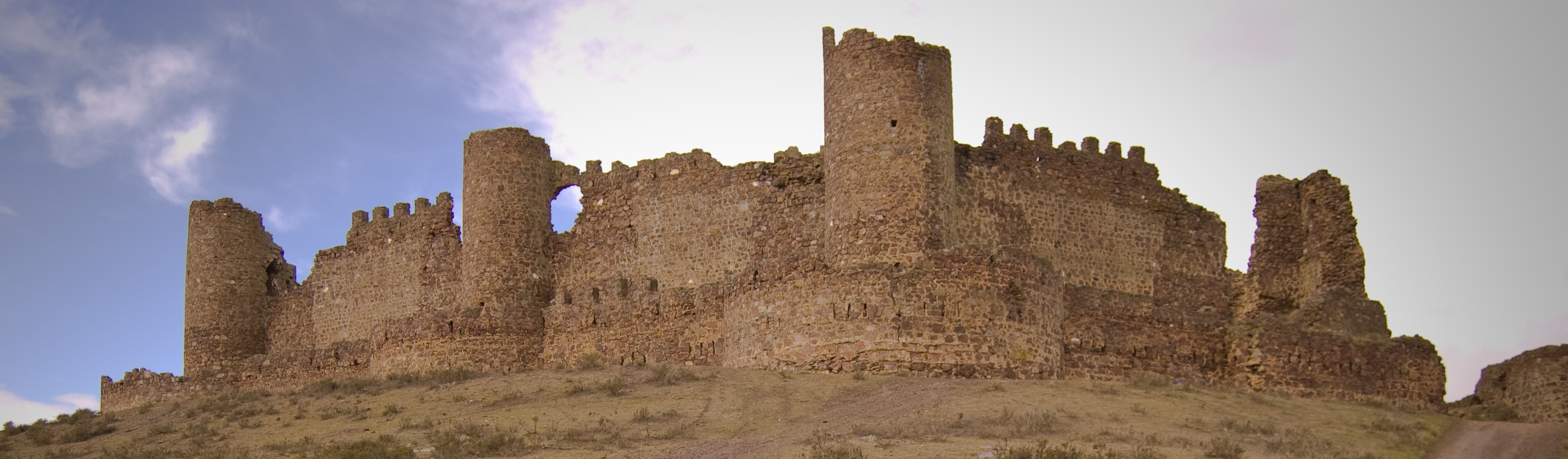
القلعة

القرية بها قلعة من القرون الوسطى. المبنى المدمر مفتوح للجمهور. يبلغ محيط الهيكل حوالي 220 مترًا. قد يعود تاريخها إلى القرن الثاني عشر ، ولكن يبدو أنها حلت محل قلعة قديمة من القوط الغربيين أو من أصل إسلامي. تقع القلعة على قمة تل ، وتتمتع باتصال مرئي مع التحصينات في المستوطنات المجاورة مورة طليطلة وأُرجاز.